# Nguyễn Văn Giàu
Nguyễn Văn Giàu (sinh ngày 8 tháng 12 năm 1957) là một chính trị gia người Việt Nam. Ông từng là đại biểu Quốc hội Việt Nam khóa XIV nhiệm kì 2016-2021, thuộc đoàn đại biểu quốc hội tỉnh An Giang. Ông đã trúng cử đại biểu Quốc hội Việt Nam khóa XIV vào năm 2016 ở đơn vị bầu cử số 3, tỉnh An Giang gồm có các huyện Chợ Mới và Phú Tân. Ông từng là Ủy viên Ban Chấp hành Trung ương Đảng Cộng sản Việt Nam khóa XI, XII, Chủ nhiệm Ủy ban Đối ngoại của Quốc hội Việt Nam, Ủy viên Ủy ban Thường vụ Quốc hội, Chủ nhiệm Ủy ban Kinh tế Quốc hội (2011-2016), Thống đốc Ngân hàng Nhà nước Việt Nam (2008-2011), đại biểu Quốc hội Việt Nam khóa XIII nhiệm kì 2011-2016, thuộc đoàn đại biểu quốc hội tỉnh An Giang.
Ông là đảng viên Đảng Cộng sản Việt Nam, học vị Tiến sĩ Kinh tế.

## Xuất thân
Ông sinh ngày 8 tháng 12 năm 1957 tại huyện Chợ Mới, tỉnh An Giang. Ông hiện cư trú ở Nhà công vụ Quốc hội, số 2 Hoàng Cầu, phường Ô Chợ Dừa, quận Đống Đa, thành phố Hà Nội.

## Giáo dục
- Giáo dục phổ thông: 12/12
- Đại học Ngân hàng thành phố Hồ Chí Minh
- Tiến sĩ Kinh tế

## Sự nghiệp
Ngày vào Đảng Cộng sản Việt Nam: 25 tháng 5 năm 1981 (chính thức: 25 tháng 5 năm 1982)
Ông có thời gian công tác lâu năm trong ngành ngân hàng, được bổ nhiệm Giám đốc Ngân hàng Nông nghiệp chi nhánh An Giang, Tổng Giám đốc Ngân hàng Nông nghiệp Phát triển Nông thôn Việt Nam (1996 - 1997), Phó Thống đốc Ngân hàng Nhà nước (1997 - 2003), Ủy viên Ban Cán sự Đảng, Chủ tịch BCH Công đoàn Ngân hàng Nhà nước.
Năm 2003 ông được điều động giữ chức Bí thư Tỉnh ủy, Chủ tịch Hội đồng nhân dân tỉnh Ninh Thuận trước khi nhậm chức Thống đốc Ngân hàng Nhà nước Việt Nam.
Ông cũng là Đại biểu Quốc hội của tỉnh An Giang. Từ ngày 03 tháng 8, 2011 ông được Chủ tịch Quốc hội Nguyễn Sinh Hùng phân công làm Chủ nhiệm Ủy ban Kinh tế Quốc hội XIII thay cho ông Hà Văn Hiền.
Ông đã trúng cử đại biểu Quốc hội khóa 14 vào tháng 5 năm 2016 ở đơn vị bầu cử số 3, tỉnh An Giang gồm có các huyện Chợ Mới và Phú Tân, được 349.752 phiếu, đạt tỷ lệ 77,26% số phiếu
hợp lệ.
Ngày 22/7/2016 được Quốc hội bầu giữ chức vụ Chủ nhiệm Ủy ban Đối ngoại của Quốc hội khóa XIV với 94,94% tổng số đại biểu tán thành.

## Khen thưởng
- Huân chương Lao động hạng Ba
- Huân chương Hữu nghị
- 2 bằng khen Thủ tướng Chính phủ
- 22 Huy chương, Kỷ niệm chương